# Modjo (rivière)
Modjo est une rivière du centre de l'Éthiopie. Affluent de la rivière Awash, ses propres affluents comprennent le Wedecha et le Belbela.
Un rapport d'Action Professionals Association for the People, une organisation non gouvernementale, affirme que des analyses en laboratoire de produits chimiques industriels toxiques présents dans les eaux du fleuve et des données cliniques sur les habitants du bassin versant ont révélé que le Modjo est l'un des deux plus rivières polluées en Éthiopie,.

## Lectures complémentaires
- Mario Sagria, « et alia », « Dernière évolution du réseau fluvial du Pléistocène et de l'Holocène dans la région des lacs éthiopiens », « Géomorphologie », « 94 » (2008), 79-97.